# Lamberville (Manche)
Lamberville is een gemeente in het Franse departement Manche (regio Normandië) en telt 159 inwoners (2005). De plaats maakt deel uit van het arrondissement Saint-Lô.

## Geografie
De oppervlakte van Lamberville bedraagt 7,0 km², de bevolkingsdichtheid is 22,7 inwoners per km².
De onderstaande kaart toont de ligging van Lamberville (Manche) met de belangrijkste infrastructuur en aangrenzende gemeenten.

## Demografie
Onderstaande figuur toont het verloop van het inwonertal (bron: INSEE-tellingen).